# Chữ Gupta
Chữ Gupta, đôi khi được gọi là chữ Gupta Brahmi hoặc chữ Brahmi muộn , được sử dụng để viết tiếng Phạn và được liên kết với Đế chế Gupta của Ấn Độ, thời kỳ thịnh vượng vật chất và phát triển khoa học và tôn giáo lớn. Chữ Gupta là hậu duệ của chữ Brahmi và đã phát sinh các chữ Nagari, chữ Sharada và chữ Tất Đàm. Chính những chữ này đã tạo ra nhiều dạng chữ quan trọng nhất của Ấn Độ, bao gồm chữ Devanagari là chữ viết phổ biến nhất được sử dụng để viết tiếng Phạn từ thế kỷ 19, chữ Gurmukhi cho tiếng Punjab, chữ Bengal và chữ Tạng.